# Paul Păcuraru
Paul Păcuraru (n. 4 octombrie 1950, Râmnicu Vâlcea) este un politician român, membru al Partidului Național Liberal, care a îndeplinit funcția de ministru al muncii, familiei, protecției sociale și persoanelor vârstnice în cadrul Guvernului Tăriceanu (2007-2008). Începând din anul 1996 este senator de județul Galați.

## Biografie
Paul Păcuraru s-a născut la data de 4 octombrie 1950, în orașul Râmnicu Vâlcea. A absolvit cursurile Facultății de Sociologie din cadrul Universității București (1975), apoi cursurile Facultății de Economie Industrială de la Academia de Studii Economice din București (1981) și ulterior a făcut studii de specializare în "Managementul resurselor umane" și în "Evaluarea politicilor publice. Politici sociale".
După absolvirea facultății, a lucrat ca șef birou învățământ și șef birou retribuire la Centrala Industrială Navală din Galați (1975–1990) și director general al SC Eurocom SA (1990–1996). La 26 decembrie 1989, Paul Păcuraru a fost membru fondator al PNL, devenind președinte al filialei județene PNL Galați (1990-1997), secretar executiv (1991-1992) și membru al Biroului Permanent Central al PNL (1995-1996).
După alegerile parlamentare din toamna anului 1996, Paul Păcuraru a fost ales ca senator de Galați, fiind reales în această demnitate și după alegerile din anii 2000 și 2004. În calitate de senator, el a îndeplinit funcțiile de lider al Grupului Liberal din Senat, membru al Comisiei pentru buget, finanțe și bănci a Senatului (1996-2000), vicepreședinte și secretar al Senatului (2000-2004), secretar al Comisiei pentru muncă și protecție socială a Senatului (2004-2006) și chestor al Senatului României (2006-2007). În legislatura 2000-2004, Paul Păcuraru a fost membru în grupul parlamentar de prietenie cu Regatul Suediei. În legislatura 2000-2004, Paul Păcuraru a inițiat 17 propuneri legislative dintre care 2 au fost promulgate legi. În legislatura 2004-2008,  Paul Păcuraru a fost membru în grupurile parlamentare de prietenie cu Mongolia, Republica Libaneză și Republica Panama. În legislatura 2004-2008,  Paul Păcuraru a inițiat 24 de  propuneri legislative dintre care 3 au fost promulgate legi dintre care 3 au fost promulgate legi. De asemenea, în legislatura 2004-2008, Paul Păcuraru a fost membru în comisia pentru buget, finanțe, activitate bancară și piață de capital (din oct. 2008) și Președinte (din noi. 2008), în
comisia pentru cercetarea abuzurilor, combaterea corupției și petiții (din mai 2007) și în comisia pentru muncă, familie și protecție socială (până în mai 2007). 
Pe plan politic, el a fost ales în funcțiile de vicepreședinte al PNL (1997-2001), membru al Biroului Permanent PNL (2001-2004), vicepreședinte al PNL (2002-2004) și din nou membru al Biroului Permanent PNL (din 2004).
Paul Păcuraru este căsătorit și are trei copii (Mihnea, Valentin și Călin).

## Ministru al muncii, familiei și egalității de șanse
Odată cu remanierea guvernamentală din 5 aprilie 2007, Paul Păcuraru a fost numit în funcția de Ministru al muncii, familiei și egalității de șanse în Guvernul Tăriceanu, funcție pe care a exercitat-o până în octombrie 2008, când a fost suspendat din funcție de președintele Traian Băsescu.
La data de 29 octombrie 2008 a fost ales Președinte al Comisiei de Buget-Finanțe din Senatul României. De asemenea, este membru în Comisia pentru cercetarea abuzurilor și combaterea corupției.

## Controverse
Paul Păcuraru a fost implicat într-un scandal de corupție, fiind acuzat că ar fi intervenit pe lângă liderul PNL Gorj, Dan Ilie Morega, pentru ca firma fiului său, Intratest (care a fost înființată la 20 iunie 2007), să primească unele contracte. Ministrul ar fi fost înregistrat de către SRI (care îi asculta telefoanele liderului PNL Gorj, Dan Ilie Morega, cercetat din aprilie 2007 de DNA pentru că ar fi cerut bani pentru alegerile europarlamentare) la 20 iulie 2007, când l-ar fi rugat pe Morega să intervină la directorii Societății Naționale a Lignitului Oltenia și ai complexurilor Turceni și Rovinari pentru ca societatea fiului său să obțină contracte .
După spusele lui Păcuraru, el nu l-a sunat niciodată pe Ilie Morega, afirmând că împotriva sa există doar suspiciuni. După declarațiile sale, ar fi primit amenințări fără să precizeze din partea cui după spargerea monopolului pe emigrarea forței de muncă din România și s-ar fi făcut presiuni asupra sa cerându-i-se să numească pe postul vacant de inspector șef la Inspectoratul Teritorial de Muncă Gorj pe George Romanescu, fratele deputatului PD, Marcel Romanescu . "Atunci au fost primite amenințările: ce voi păți ce mi se va întâmpla și așa mai departe", a declarat el . Conform afirmațiilor sale, Paul Păcuraru și-ar fi depus demisia la izbucnirea scandalului în care a fost implicat, dar că premierul nu a vrut să i-o accepte. "Mi-a solicitat să duc mandatul la capăt și mi-a refuzat demisia", a mărturisit Păcuraru .
La data de 26 august 2008, Senatul României a aprobat, la cererea DNA-ului, începerea unei urmăriri penale împotriva ministrului Paul Păcuraru, cu 75 de voturi "pentru" și 44 "împotrivă". Senatul a criticat materialul probator prezentat de DNA ca fiind "confuz și neconcludent" și a constatat că DNA nu avea competența materială pentru a înainta această cerere (art. 109 Const; L96/2006), totuși a dispus începerea urmăririi penale pentru a evita responsabilitatea politică de a refuza anchetarea unui demnitar, cât și pentru a permite demnitarului "a-și proba nevinovăția prin administrarea de probe și realizarea unui proces echitabil". El a fost suspendat din funcția de ministru al Muncii la 22 septembrie 2008, printr-un decret prezidențial care a justificat această decizie a președintelui „având în vedere că DNA a început urmărirea penală față de acesta, sub aspectul săvârșirii infracțiunii de luare de mită”.
Paul Păcuraru a demisionat din Guvern, la 23 septembrie 2008, la presiunea colegilor de partid . Cu ocazia conferinței de presă în care a anunțat că a demisionat din funcție, Păcuraru a declarat că este foarte bucuros pentru ceea ce s-a îmtâmplat în perioada mandatului său în domeniul politicilor sociale, enumerând printre realizări: creșterea pensiilor, reorganizarea ministerului, creșterea salariului minim brut de la 390 la 540 de lei, programele de asistență socială și creșterea alocațiilor. El a considerat că decizia de suspendare este nedreaptă și una evident politică .
În decembrie 2011, Paul Păcuraru și Dan Ilie Morega au fost achitați definitiv în acest dosar.
În mai 2009, un film ce îl avea protagonist pe Paul Păcuraru a fost publicat în mass-media.
În imagini, liberalul își dădea jos pantalonii în timp ce se conversa cu cineva pe internet.